# Acmonia (Dacia)
Acmonia (Akmonia, en griego antiguo: Ἀκμωνία) fue una ciudad dacia mencionada por Claudio Ptolomeo.
Se identifica con la localidad actual de Polovragi, como lo muestra el mapa de Ptolomeo y las coordenadas geográficas establecidas por Ptolomeo en comparación con las coordenadas geográficas actuales que se encuentran en la carretera Phrateria (Grădiștea de Valcea) a Sarmisegetuza.

### Antiguas
- Anónimo (Siglo I-IV). Tabula Peutingeriana (en latín).
- Ptolomeo, Claudio (c. 140). Geographia [Geography]. Sumptibus et typis Caroli Tauchnitii. (en griego antiguo).

### Modernas
- Olteanu, Sorin. «Linguae Thraco-Daco-Moesorum – Toponyms Section». Linguae Thraco-Daco-Moesorum (en rumano). Archivado desde el original el 3 de enero de 2011. Consultado el 3 de enero de 2010.

- Datos: Q4674422